# Simulium arabicum
Simulium arabicum är en tvåvingeart som beskrevs av Crosskey 1982. Simulium arabicum ingår i släktet Simulium och familjen knott. Inga underarter finns listade i Catalogue of Life.